# 静岡児童性的虐待事件
静岡児童性的虐待事件（しずおかじどうせいてきぎゃくたいじけん）とは、2022年6月7日から29日にかけて静岡県東部の保育園で発生した児童性的虐待事件である。

## 概要
29歳の元保育士の男Aが、女児18人に対して服を脱がせて下半身を触るなどのわいせつ行為やスマートフォンでの動画撮影などを行った。
男Aは性的欲求を満たすために保育士資格を取得し、勤務2日目から犯行に着手していた。女児を名簿で管理し、防犯カメラや他の職員を避けながら犯行を繰り返していた。事件を受け、複数の子供が退園した。

## 逮捕・裁判
2022年7月1日、静岡県警察熱海警察署と県警少年課は男Aを児童買春・児童ポルノ禁止法違反の容疑で逮捕した。その後、強制わいせつ罪の容疑でも逮捕した。なお、男Aは神奈川県湯河原町在住であったが、被害者の特定を避けるために氏名は公表されていない。
2022年9月5日、静岡地裁沼津支部で初公判が開かれ、男Aは起訴事実を認めた。
2023年2月3日、静岡地裁沼津支部は男Aに懲役5年6ヵ月の実刑判決を言い渡した。裁判官は「保育士という児童を保護すべき立場を悪用し、性的欲求の赴くまま、わいせつ行為を繰り返した卑劣極まりない犯行で、常習性も顕著」と述べた。